# Yūsuke Kishi
Pour les articles homonymes, voir Kishi (homonymie).
Yūsuke Kishi (貴志 祐介, Kishi Yūsuke), né le 3 janvier 1959 à Osaka, est un écrivain japonais.

## Biographie
Diplômé d'économie de l'université de Kyoto, Kishi commence une carrière d'écrivain après avoir travaillé pendant plusieurs années pour une compagnie d'assurance-vie. Ses livres figurent régulièrement au nombre des meilleures ventes dans son pays, où il a remporté à deux reprises le Prix du Roman d'horreur japonais. Plusieurs de ses œuvres ont été adaptées au cinéma.

## Œuvre

### Romans
- (ja) ūsanban-me no Jinkaku: Isora, 1996
- La Maison noire, Belfond, 2022 ((ja) Kuroi ie, 1997), trad. Diane Durocher, 302 p.  (ISBN 978-2-7144-9964-6)Réédition, Paris, 10/18, coll. « Littérature étrangère », 2025  (ISBN 978-2-264-08489-7)
- (ja) Tenshi no Saezuri, 1998
- (ja) Kurimuzon no Meikyū, 1999
- (ja) Ao no Honō, 1999
- (ja) Garasu no Hammā, 2004
- Du nouveau monde - 1, Robert Laffont, coll. « Ailleurs et Demain », 2024 ((ja) Shin sekai yori, 2008), trad. Dominique Sylvain et Mai Beck, 312 p.  (ISBN 978-2-221-27331-9)
- Du nouveau monde - 2, Robert Laffont, coll. « Ailleurs et Demain », 2025 ((ja) Shin sekai yori, 2008), trad. Dominique Sylvain et Mai Beck, 288 p.  (ISBN 978-2-221-27333-3)
- La Leçon du mal, Belfond, 2022 ((ja) Aku no kyoten, 2010), trad. Diane Durocher, 533 p.  (ISBN 978-2-7144-9461-0)
- (ja) Dāku Zōn, 2011
- (ja) Suzumebachi, 2013
- (ja) Tsumibito no sentaku, 2020
- (ja) Wareware wa Mina kodoku de aru, 2020

### Recueils de nouvelles
- (ja) Kitsunebi no Ie, 2008
- (ja) Kagi no Kakatta Heya, 2011